# Usynaghasch
Usynaghasch (kasachisch Ұзынағаш, russisch Узынагаш Usynagasch) ist ein Ort in Kasachstan.

## Geografie
Usynaghasch liegt im Süden Kasachstans etwa 30 Kilometer Luftlinie von der Grenze zu Kirgisistan entfernt. Der Ort gehört zum Großraum von Almaty und ist etwa 40 Kilometer von der Stadt entfernt. Im Süden erheben sich die Ausläufer des Transili-Alatau. Durch Usynaghasch fließen mehrere kleine Bäche, die sich im Ortsgebiet zum Fluss Qarassu vereinigen, der weiter nördlich dann in den Kürti mündet. Usynaghasch ist das Verwaltungszentrum des Audan Schambyl im Gebiet Almaty.

## Geschichte
Im Jahr 1860 wurde ganz in der Nähe des heutigen Ortes eine, heute als Schlacht von Usun-Agatsch bekannte, militärische Auseinandersetzung während des Krieges zwischen dem Russischen Kaiserreich und dem Khanat Kokand ausgetragen. Dabei besiegte ein wenige hundert Mann starkes Aufgebot an russischen Soldaten unter dem Kommando von Gerassim Alexejewitsch Kolpakowski die 20.000 Mann umfassende Armee des Khanats Kokand. 1870 wurde der heutige Ort als Kosakensiedlung Kasansko-Bogorodskoje (Казанско-Богородское) gegründet. Später wurde er in Usun-Agatsch (Узун-Агач) umbenannt. In den 1930er Jahren entwickelte sich vor allem die Landwirtschaft in der Region, was zur Folge hatte, dass vor allem landwirtschaftliche Betriebe entstanden und dadurch mehr Menschen in den Ort kamen. So entstanden unter anderem eine Schule, ein Kindergarten, ein Krankenhaus, eine Bibliothek und ein Kulturhaus. 1935 wurde eine technische Schule in Usun-Agatsch gegründet um landwirtschaftliche Fachkräfte auszubilden.

## Bevölkerung
Bei der Volkszählung 1999 hatte Usynaghasch 23.887 Einwohner. Die  Volkszählung 2009 ergab für den Ort eine Einwohnerzahl von 30.589. Bei der letzten Volkszählung 2021 lebten 46.159 Menschen in Usynaghasch. Die Fortschreibung der Bevölkerungszahl ergab zum 1. Januar 2025 eine Einwohnerzahl von 49.411.
| Einwohnerentwicklung               | Einwohnerentwicklung | Einwohnerentwicklung | Einwohnerentwicklung | Einwohnerentwicklung | Einwohnerentwicklung | Einwohnerentwicklung | Einwohnerentwicklung |
| 1939                               | 1959                 | 1970                 | 1979                 | 1989                 | 1999                 | 2009                 | 2021                 |
| ---------------------------------- | -------------------- | -------------------- | -------------------- | -------------------- | -------------------- | -------------------- | -------------------- |
| 5.955                              | 9.410                | 14.209               | 16.719               | 19.910               | 23.887               | 30.589               | 46.159               |
| Anmerkung: Volkszählungsergebnisse |                      |                      |                      |                      |                      |                      |                      |

## Verkehr
Usynaghasch ist an das kasachische Fernstraßennetz angeschlossen. Nördlich des Ortes verläuft die A2, eine autobahnähnlich ausgebaute Schnellstraße. Diese führt in Richtung Osten nach Almaty und in entgegengesetzter Richtung nach Westen über Taras und Schymkent bis zur usbekischen Grenze bei Taschkent. Durch den Ort verläuft außerdem die A4, auf der man parallel zur A2 in östlicher Richtung über Qarghaly, Üschqongyr und  Qaskeleng nach Almaty gelangt.

## Söhne und Töchter des Ortes
- Nikolai Schumaghalijew (* 1952), Serienmörder
- Beibit Atamqulow (* 1964), Politiker